# Peucetia longipalpis
Peucetia longipalpis är en spindelart som beskrevs av F. O. Pickard-Cambridge 1902. Peucetia longipalpis ingår i släktet Peucetia och familjen lospindlar. Inga underarter finns listade i Catalogue of Life.